# Sint-Romanuskerk van Les Bons

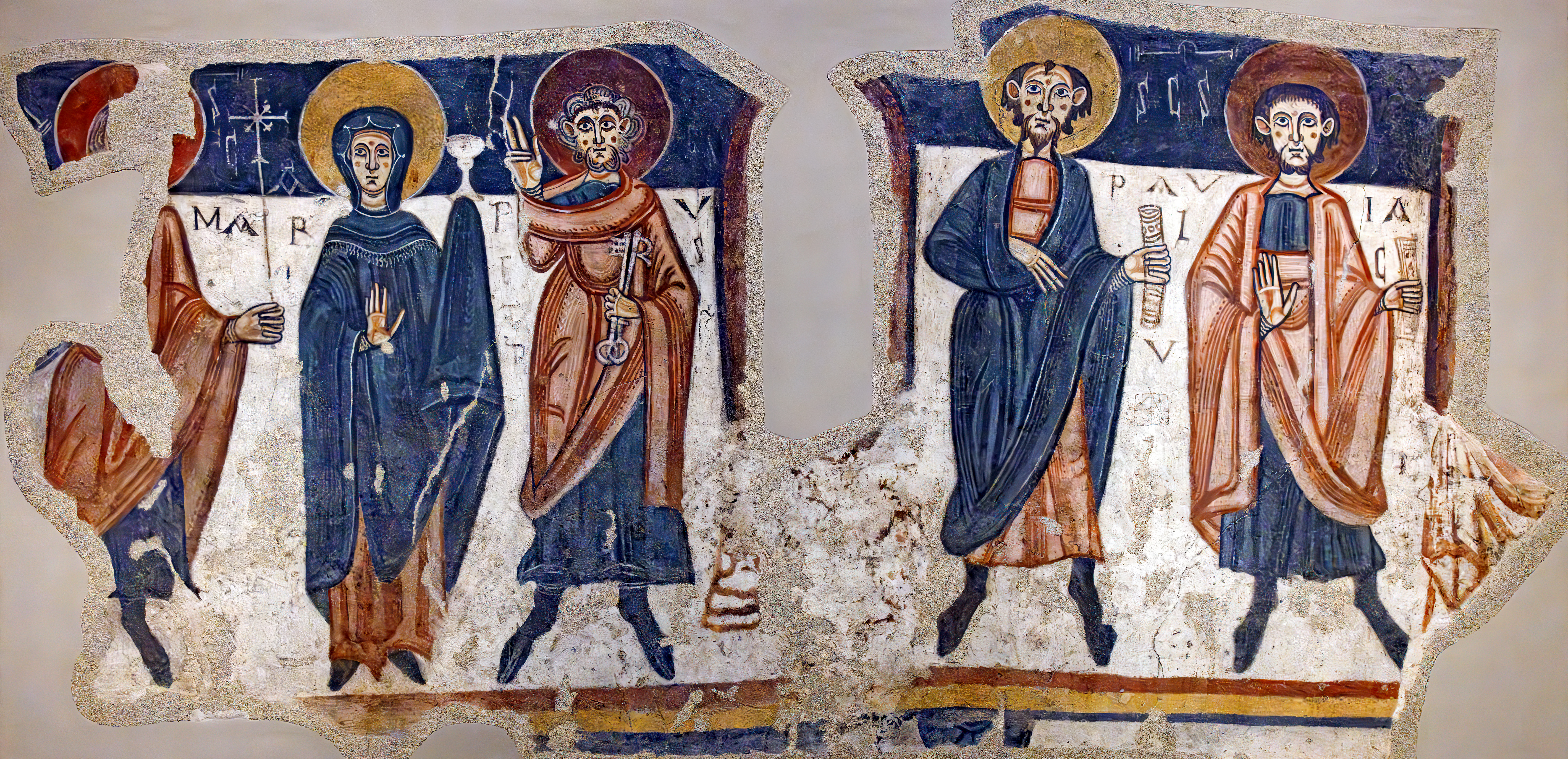
Apòstols de Sant Romà de les Bons Originele fresco's MNAC

De Sint-Romanuskerk van Les Bons is een van de oudste kerken in Andorra, en is gelegen in Les Bons in de gemeente Encamp. Het gebouw heeft sinds 2003 de beschermde status Bé d'interès cultural.

## Beschrijving
De kerk werd in de 12e eeuw gebouwd in romaanse stijl. De op een rots gelegen kerk met uitzicht over de middeleeuwse stad wordt voor het eerst genoemd naar aanleiding van de wijding op 23 januari 1164.
Het rechthoekige en eenbeukige schip is overdekt met een tongewelf, en heeft een halfronde apsis aan de oostkant. In het interieur zijn de typische Lombardische beschilderingen nog bewaard gebleven, die ook in andere kerken in Andorra zijn aan te treffen. De voorgevel is voorzien van een klokkengevel met twee rondbogen voor de klokken. De voor de ingang gelegen veranda-achtige aanbouw gedekt met leisteen, werd toegevoegd in de 16e of 17e eeuw. Boven de ingang is een rondboog met eenvoudige tandfries aanwezig.
De muurschilderingen zijn deels gerestaureerde originelen uit de middeleeuwen; ook is er een reproductie van een apostelgroep uit de 12e eeuw die zich in de apsis bevindt. Het in goede staat gebleven origineel van deze apostelgroep Apòstols de Sant Romà de les Bons wordt bewaard in het Museu Nacional d'Art de Catalunya in Barcelona.

## Afbeeldingen

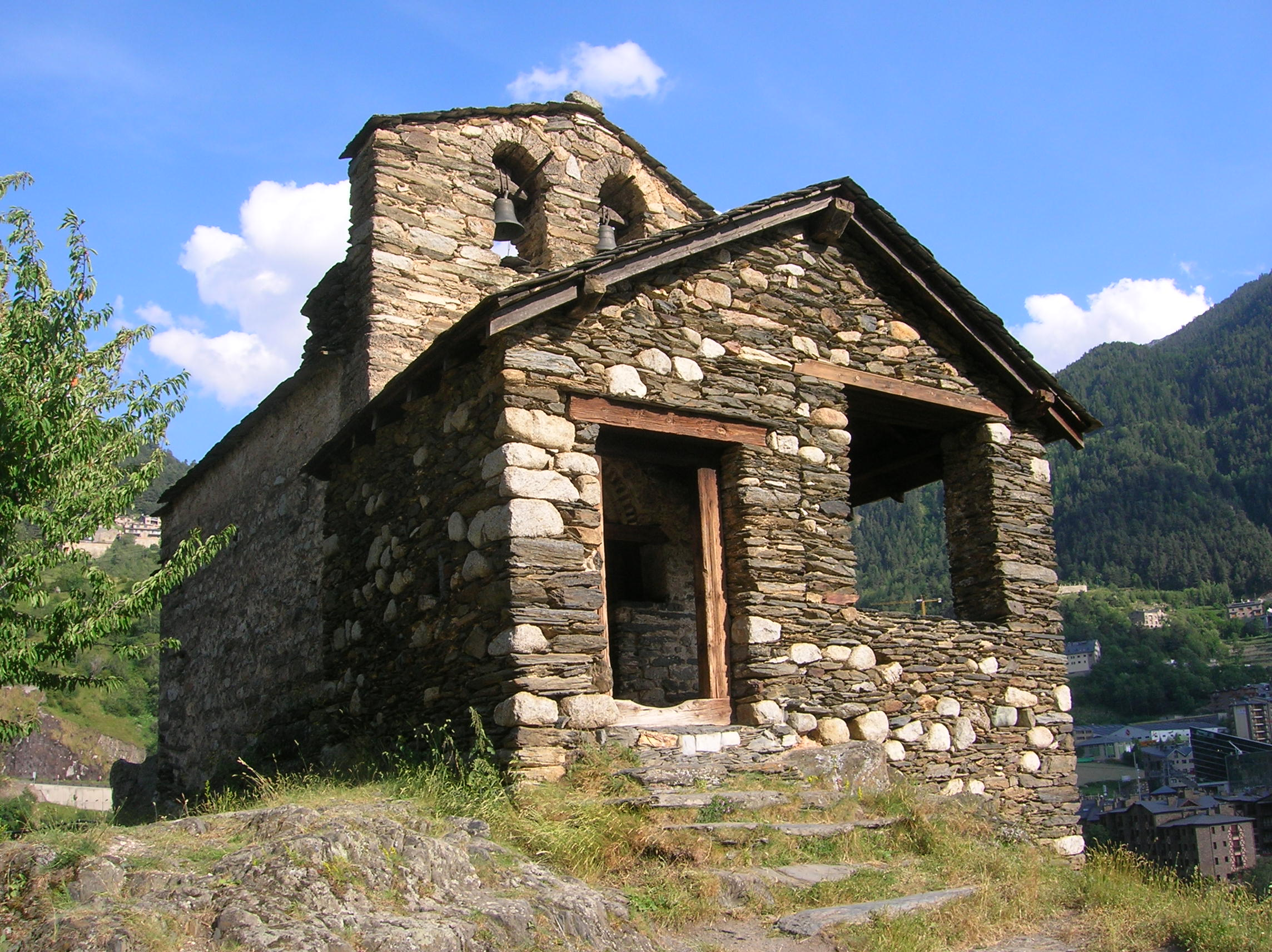
Westzijde met aanbouw en ingang
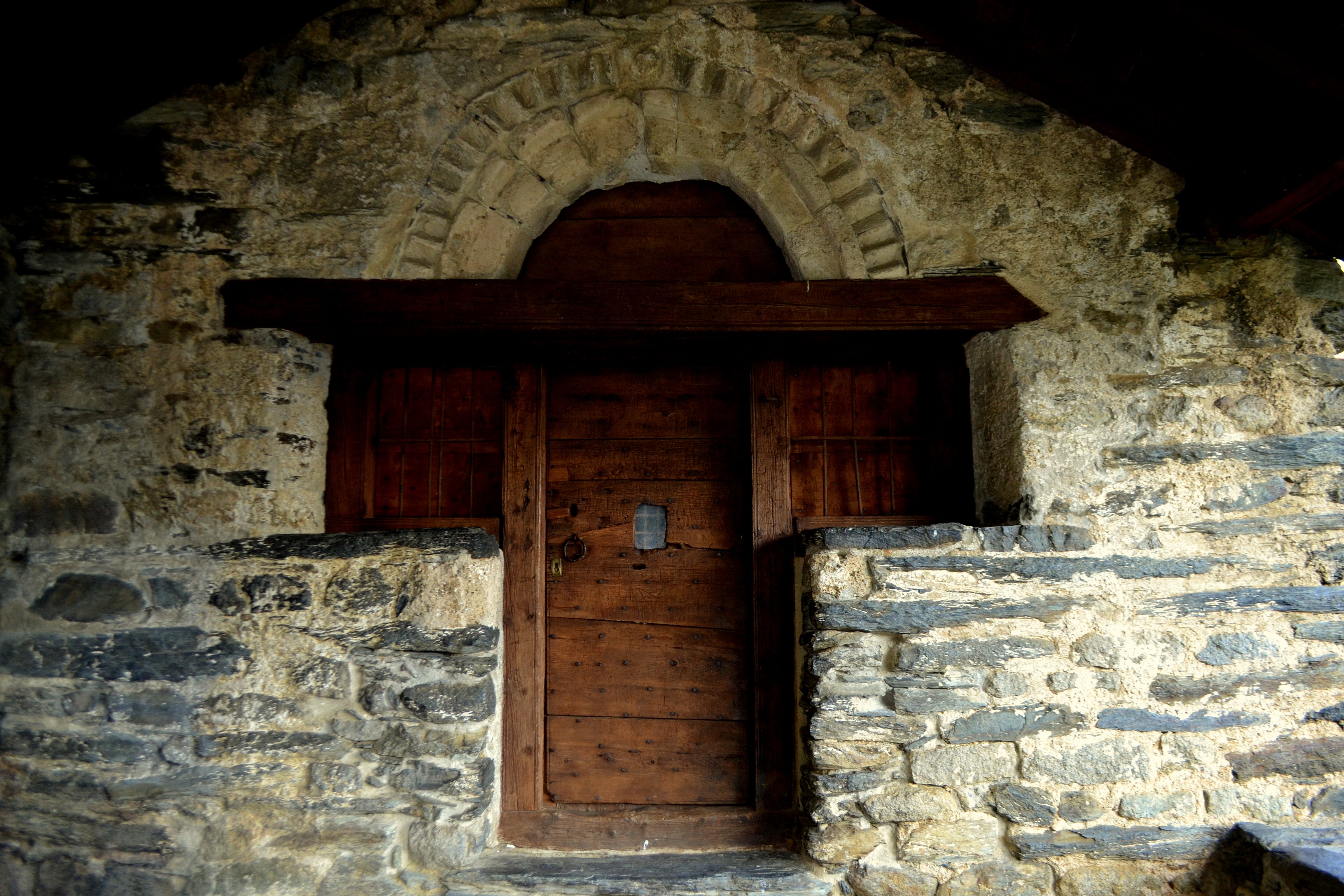
Portaal
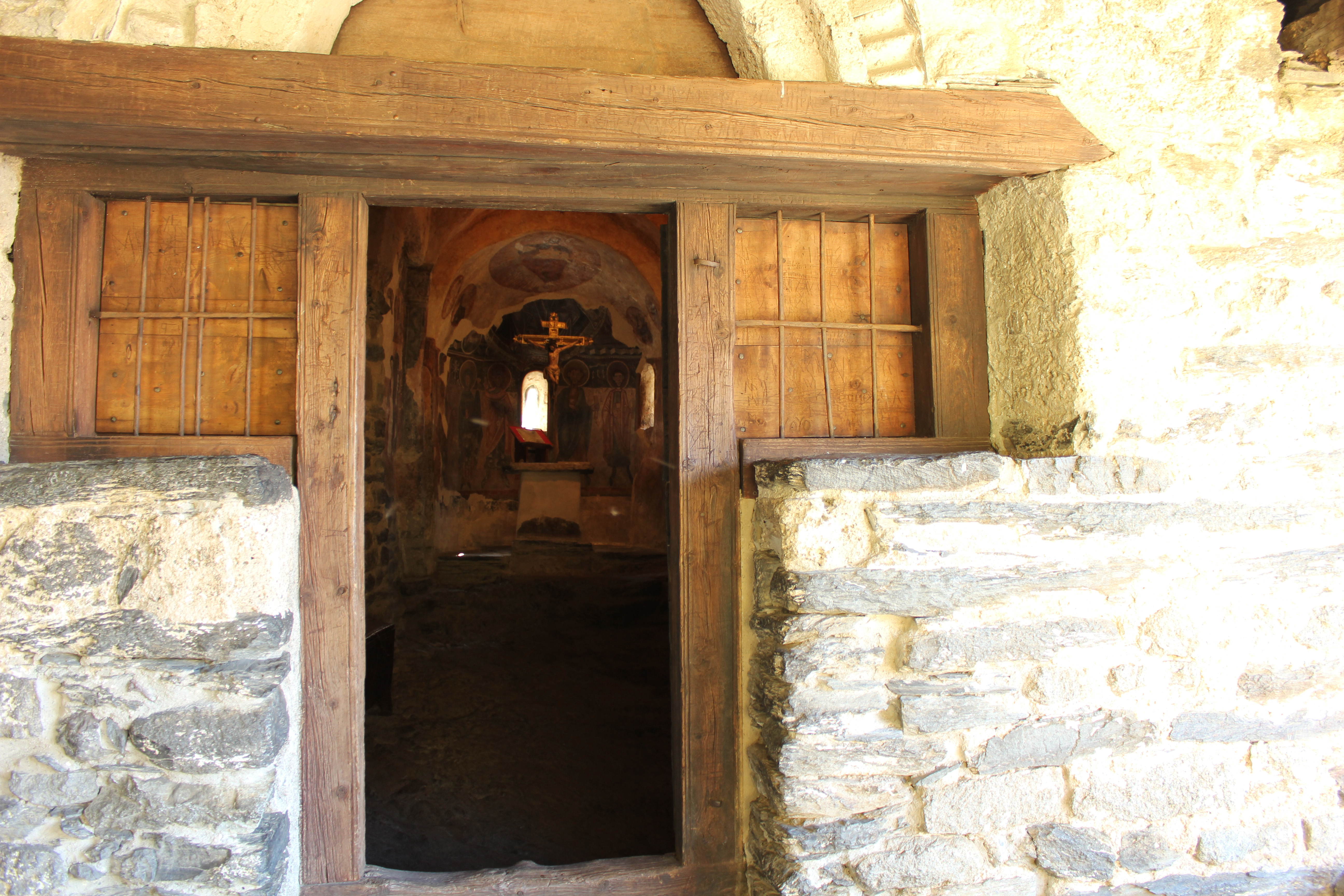
Geopende deur
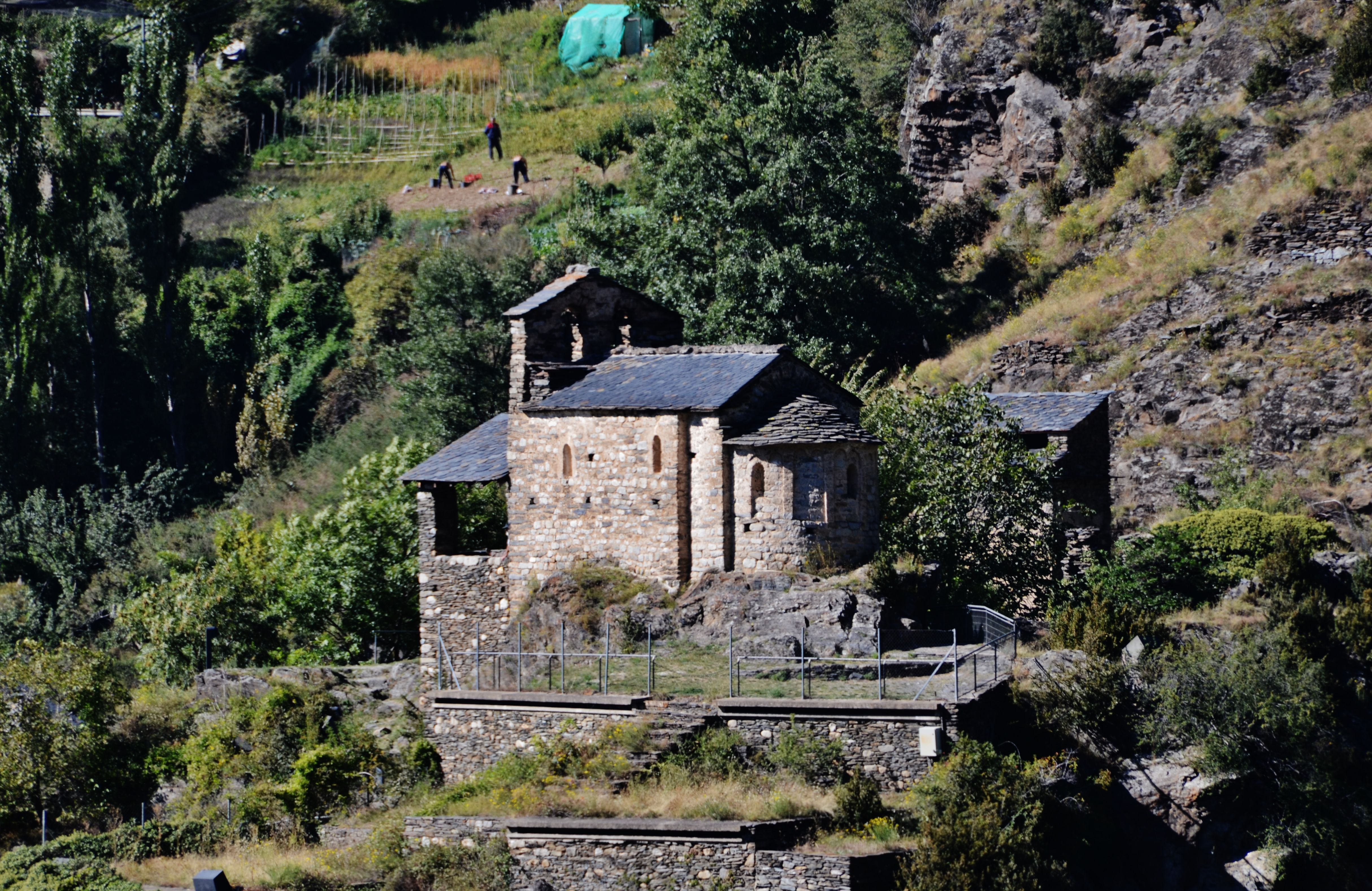
Oostzijde met apsis en zuidgevel
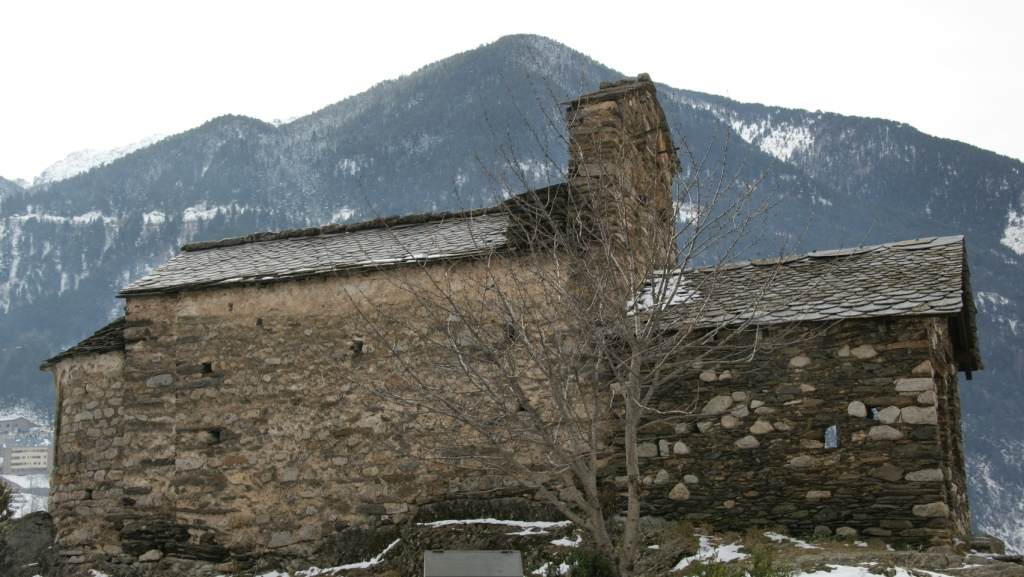
Noordgevel
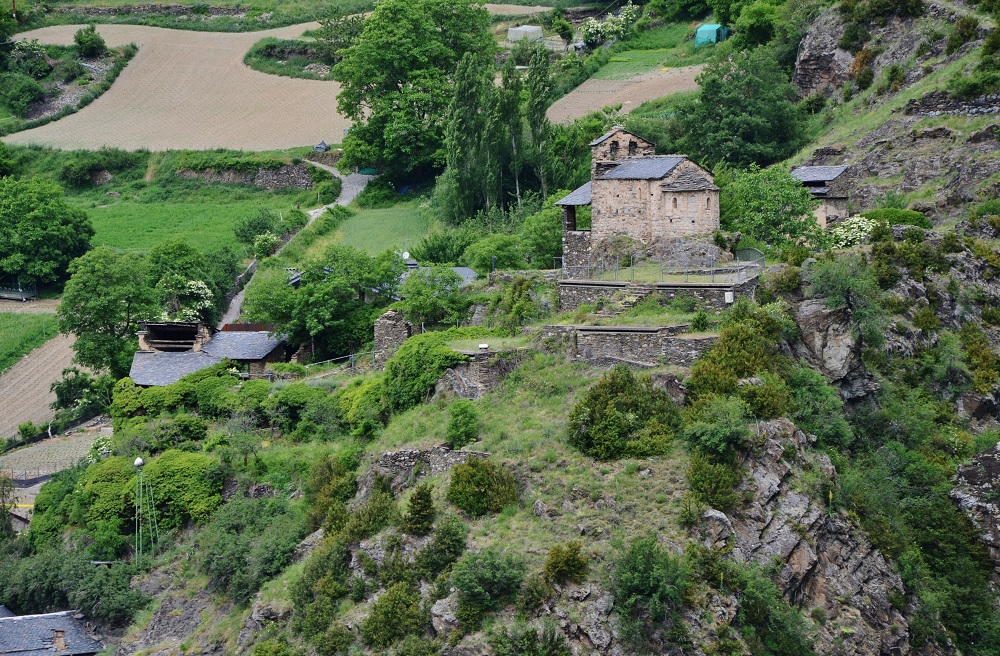
De directe omgeving
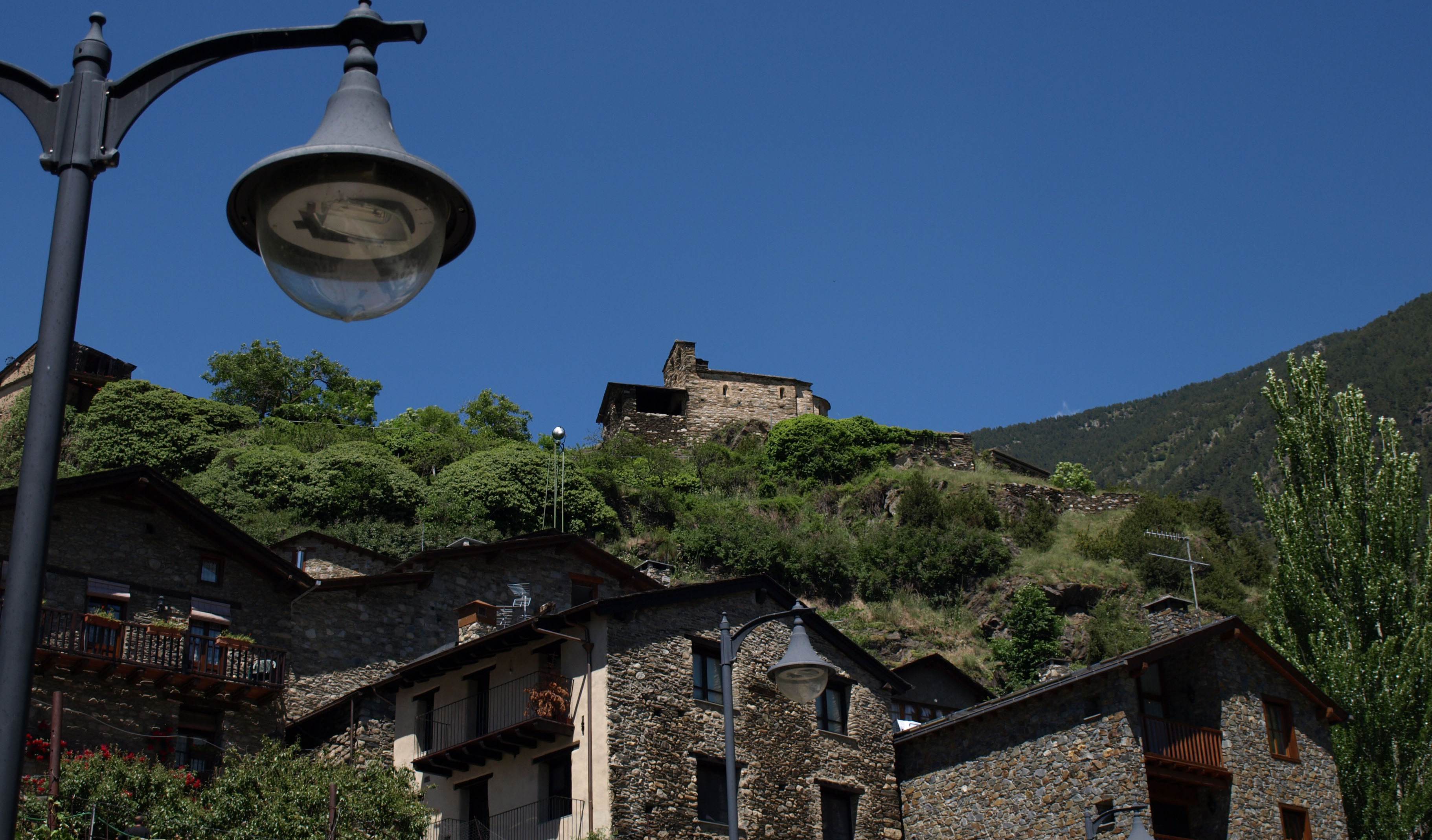
Vanuit het dorp gezien
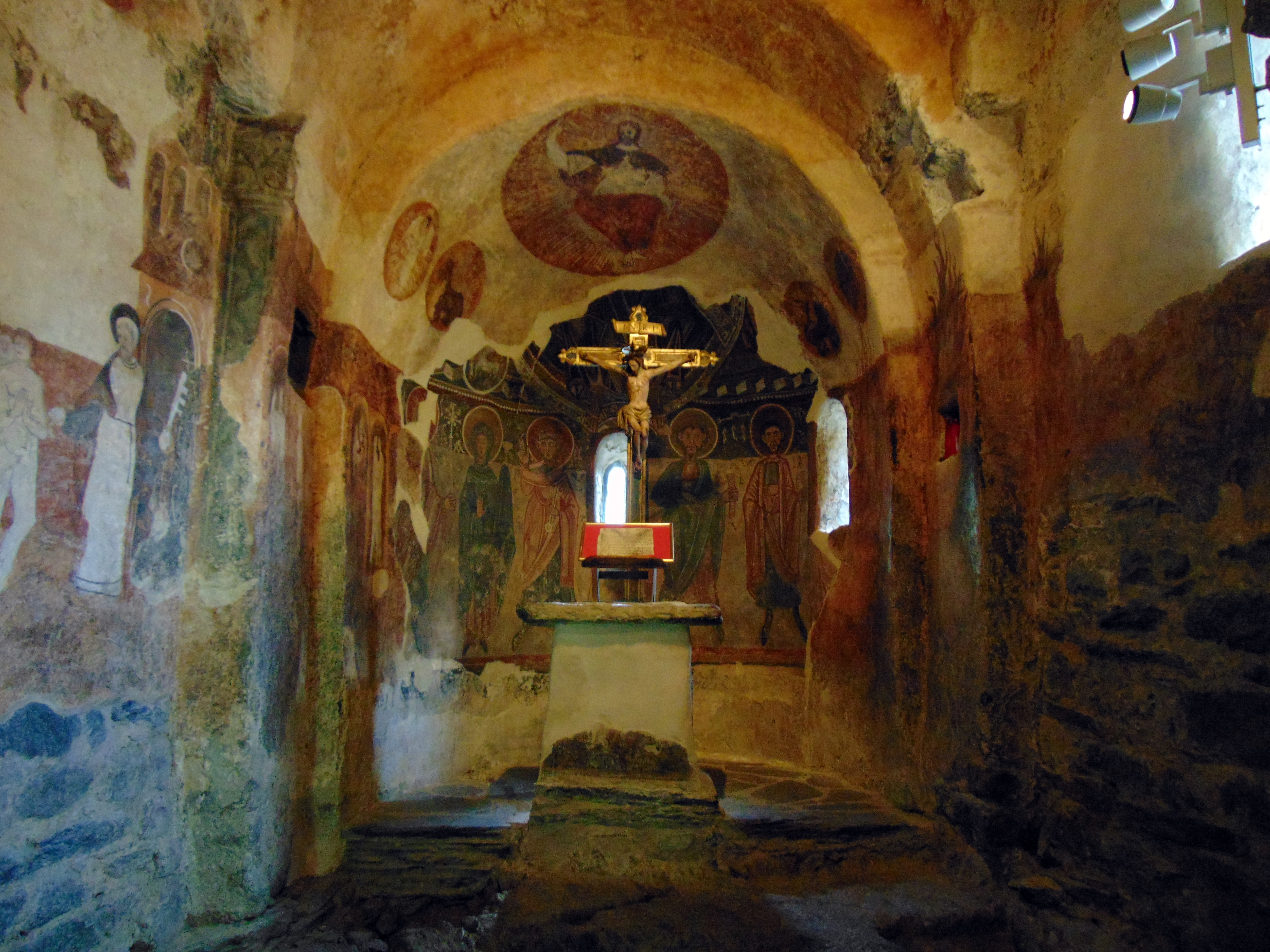
Interieur apsis
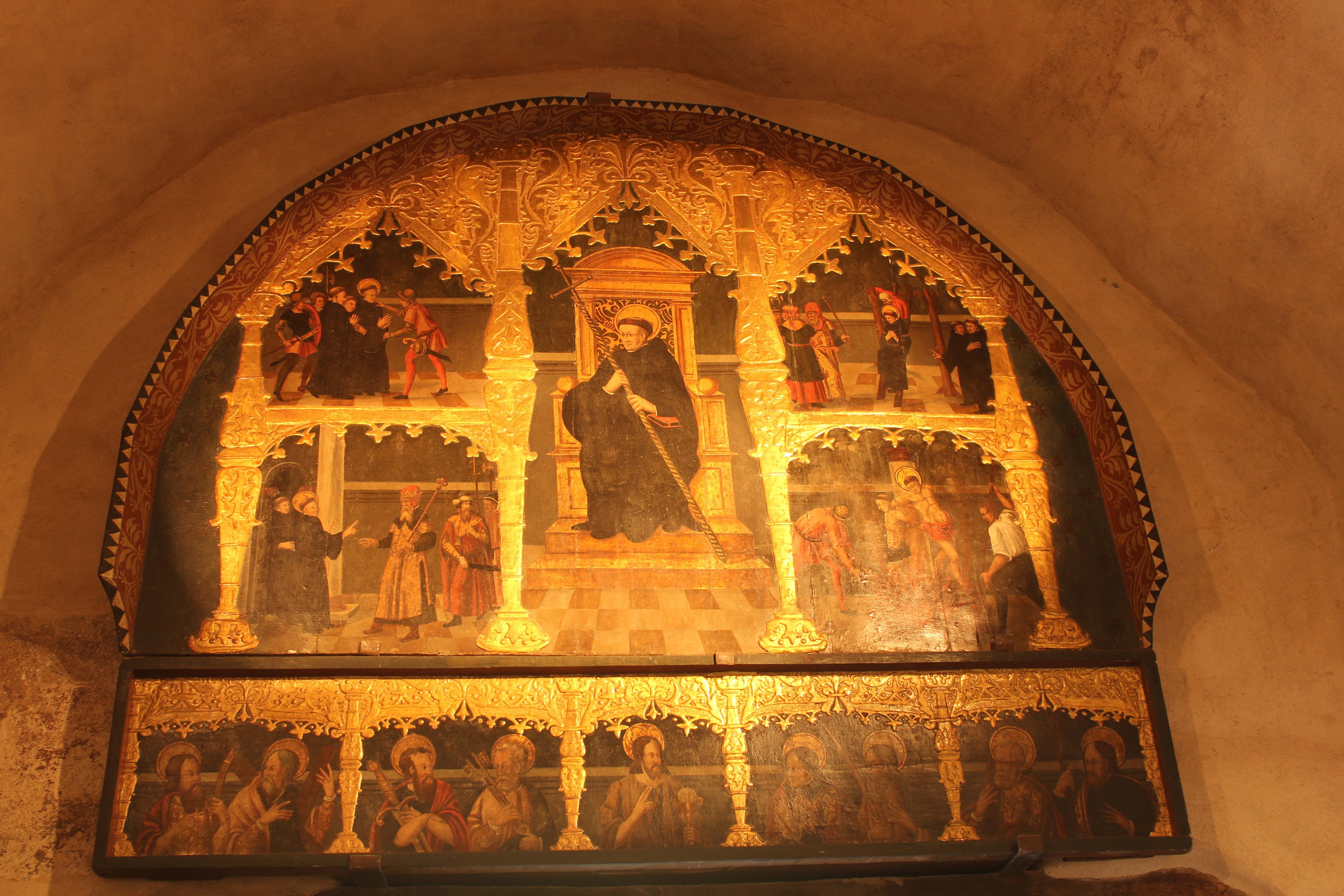
Interieur decoratie